# Thermonotus ruber
Thermonotus ruber là một loài bọ cánh cứng trong họ Cerambycidae.